# Agatus
Agatus ist eine griechische Dark-Metal-Band.

## Geschichte
Die Band wurde 1991 in Athen von Eskarth the Dark One (Lead-Gesang, Gitarre) gegründet. Sein Bruder Archon Vorskaath (Schlagzeug, Gesang), der auch die Band Zemial leitet, stieß dazu und bildet mit ihm bis heute den Kern der Besetzung.
1993 erschien ihre erste Demoaufnahme A Night of the Dark Ages, die im Molon Lave Studio in Athen eingespielt worden war. Sie ist im traditionellen griechischen Stil gehalten und wird von der Band selbst als „Dark Metal“ und „Medieval Dark music“ bezeichnet.
1994 spielte die Band im gleichen Studio, das in der Zwischenzeit in Storm Studio umbenannt und den Toningenieur gewechselt hatte, ihr Debütalbum Dawn of Martyrdom mit Magus Wampyr Daoloth als Produzent und Toningenieur ein; es wurde 1996 von Sub Terra Records und Magus Wampyr Daoloths Hypervorea Records veröffentlicht. Das Album wird von epischen und mittelalterlichen Passagen dominiert. Zwei Titel des Albums erschienen auch als Promoaufnahme Black Moon. Im gleichen Jahr erschien auch die 7″-EP Rite of Metamorphosis, die im Soundhouse Studio, Adelaide, Australien, aufgenommen worden war, wohin die Bands Zemial und Agatus gezogen waren. Mit dieser Veröffentlichung entwickelte die Band sich in eine noch melodischere und atmosphärischere Richtung mit einem eigenständigeren Klang.
2002 erschien ihr zweites Album The Weaving Fates bei Iron Pegasus Records, aufgenommen im Mixmasters Studio, Adelaide. Textlich war das Album von griechischer und sumerischer Mythologie inspiriert, stilistisch nähert es sich dem Death Metal der frühen 1990er Jahre an, womit es die Wurzeln der Musik von Agatus reflektiert, behält dabei aber die für den griechischen Metal typischen Stilelemente bei. Produziert wurde es analog und von der Band selbst.

## Diskografie
- 1993: Night of the Dark Ages (Demo)
- 1994: Black Moon (Demo)
- 1994: Dawn of Martyrdom (Hypervorea Records, Sub Terra Records)
- 1997: Rite of Metamorphosis (EP, Order of Death)
- 2002: The Weaving Fates (Iron Pegasus Records)